# الثقب الأسود في كلكتا

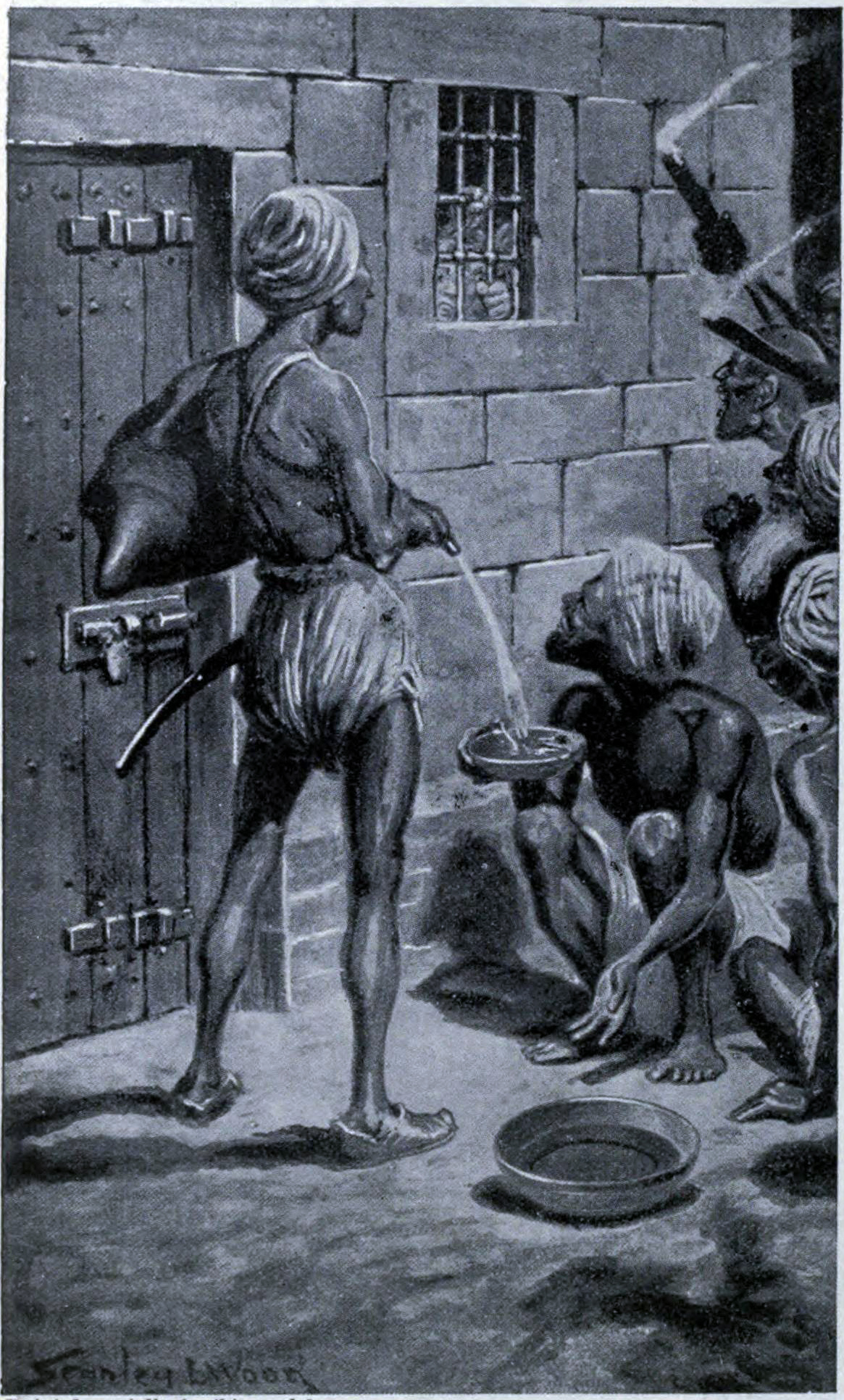
الثقب الأسود في كلكتا، 20 يونيو 1756

كان الثقب الأسود في كلكتا زنزانة في حصن وليام، كلكتا بقياس 4.30 × 5.50 متر (14 × 18 eet قدم)، حيث احتجزت قوات سراج الدولة، نواب البنغال، أسرى حرب بريطانيين لمدة ثلاثة أيام بدءًا من 20 يونيو 1756. قال جون زيفانيا هولويل، أحد السجناء البريطانيين وموظف في شركة الهند الشرقية، أنه بعد سقوط حصن وليام، تم سجن الجنود البريطانيين الناجين، والجنود الأنجلو-هنود، والمدنيين الهنود بين عشية وضحاها في ظروف ضيقة للغاية لدرجة أن العديد من الأشخاص لذين ماتو بسبب الاختناق والإنهاك الحراري، وتوفي 123 من بين 146 أسير حرب مسجونين هناك. 

## خلفية
تأسس حصن وليام لحماية تجارة شركة الهند الشرقية في مدينة كالكوتا، المدينة الرئيسية لرئاسة البنغال. في عام 1756 في الهند، كانت هناك إمكانية المواجهة الإمبراطورية مع القوات العسكرية لمملكة فرنسا، لذلك عزز البريطانيون الحصن. أمر سراج الدولة بإيقاف التحصينات من قبل الفرنسيين والبريطانيين، وامتثل الفرنسيون بينما لم يفعل البريطانيون.
نتيجة لهذه اللامبالاة البريطانية لسلطته، نظم سراج الدولة جيشه وحاصر حصن ويليام. في محاولة البقاء على قيد الحياة معركة خاسرة، أمر القائد البريطاني الجنود الباقين على قيد الحياة من الحامية للهروب، ولكن تركت وراءها 146 جنديا تحت قيادة المدنيين جون زيفانياة هولويل، أحد كبار البيروقراطيين من شركة الهند الشرقية. 
علاوة على ذلك، فإن فرار القوات الهندية الحليفة جعل الدفاع البريطاني عن حصن ويليام غير فعال، والذي سقط تحت حصار القوات البنغالية في 20 يونيو 1756. كان عدد المدافعين الباقين على قيد الحياة الذين تم أسرهم وجعلهم أسرى حرب بين 64 و 69، إلى جانب عدد غير معروف من الجنود الأنجلو-هنود والمدنيين الذين تم إيواؤهم في وقت سابق في فورت ويليام. تم القبض على الضباط والتجار الإنجليز المتمركزين في كلكتا من قبل القوات الموالية لسراج الدولة وأجبروا على الدخول إلى زنزانة تعرف باسم «الثقب الأسود».